# Robert Mühlich
Robert Mühlich (* 1981 in Bamberg) ist ein deutscher Comicautor und Colorist.

## Werke
Nach dem Zeichnen für die Schublade begann Robert Mühlich 2003 in Zusammenarbeit mit Bastian Baier an seiner ersten größeren Comic-Geschichte zu arbeiten. Der erste Band der Schicksalsgnom-Trilogie erschien 2005 beim Achterbahn Verlag im Albenformat. Nachdem Achterbahn als Segment in den Lappan Verlag GmbH integriert wurde, bestand kein Interesse mehr, die Comicreihe fortzuführen. Eine neue verlegerische Heimat wurde im Zwerchfell Verlag gefunden. Es wurde entschieden, die komplette Geschichte des Schicksalsgnoms in einem Buch zum Comic-Salon Erlangen 2008 zu veröffentlichen. 2009 gewann das Buch den ICOM Independent Comic Preis für herausragendes Artwork. Nach einer Reise nach Japan im Jahr 2010 entschied Robert Mühlich sich, erneut mit Bastian Baier, einen Comic zum Thema Karate zu entwickeln. Das Ergebnis, „Mister Origami“, erschien 2014 auf dem Comic-Salon in Erlangen ebenfalls beim Zwerchfell Verlag. 2016 folgte der Kurzcomic „Herrn Heidenreichs fabulöser Heimat- und Sachkundeunterricht“, das Resultat der dritten Kooperation mit Bastian Baier. Erstmals veröffentlichte das Team damit einen Comic im Eigenverlag. Die beiden letztgenannten Publikationen erhielten jeweils eine lobende Erwähnung bei der ICOM Independent Comic-Preisverleihung. Seit 2006 veröffentlichte Robert Mühlich des Weiteren als Solokünstler diverse Kurzcomics in JAZAM!, INKplosion, für das Comicgate-Magazin oder Panik Elektro. Zwischen 2007 und 2008 arbeitete er als freiberuflicher Comiczeichner für das deutsche MAD-Magazin. Weiterhin zeichnete er zwischen 2009 und 2012 an einer eigenen Webcomic-Stripserie namens „Comiversum“.

## Auszeichnungen
2009 erhielt Robert Mühlich den ICOM Independent Comic Preis in der Kategorie „Herausragendes Artwork“ für Der Schicksalsgnom.

## Deutsche Veröffentlichungen
- 2005 Der Schicksalsgnom 1: Melkriets Prophezeiung(1), Achterbahn (Verlag) ISBN 978-3-89982-251-9
- 2008 Der Schicksalsgnom – Die Trilogie(1), Zwerchfell Verlag ISBN 978-3-928387-84-2
- 2014 Mister Origami(1), Zwerchfell Verlag ISBN 978-3-943547-14-6
- 2016 Herrn Heidenreichs fabulöser Heimat- und Sachkundeunterricht(1), Eigenverlag ISBN 978-3-00-053128-6